# Wiera Kowal
Wiera Wiaczesławowna Kowal (ros. Вера Вячеславовна Коваль, ur. 22 października 1983) – rosyjska judoczka i sambistka. Olimpijka z Pekinu 2008, gdzie zajęła osiemnaste miejsce w wadze półśredniej.
Piąta na mistrzostwach świata w 2009; uczestniczka zawodów w 2007, 2010 i 2011. Startowała w Pucharze Świata w latach 2005-2012. Srebrna medalistka mistrzostw Europy w 2009 i brązowa w 2010, a także pierwsza w drużynie w 2009. Mistrzyni Rosji w 2005; druga w 2006, 2008, 2012 i 2013; trzecia w 2004 roku.
Trzecia na mistrzostwach Europy w 2005 roku w sambo.

## Letnie Igrzyska Olimpijskie 2008
| Konkurencja | Eliminacje                     | Klas. końcowa |
| Konkurencja | Przeciwnik I                   | Miejsce       |
| ----------- | ------------------------------ | ------------- |
| 63 kg       | Elisabeth Willeboordse (NED) P | 18.           |